# Saint-Julien-sur-Veyle
Saint-Julien-sur-Veyle là một xã ở tỉnh Ain, vùng Auvergne-Rhône-Alpes thuộc miền đông nước Pháp.